# Jenny Staley
Pour les articles homonymes, voir Staley.
Jennifer « Jenny » Staley, née le 3 mars 1934 à Melbourne et morte le 15 février 2024 à Fuengirola, est une joueuse de tennis australienne des années 1950.  
Elle a notamment été finaliste en simple aux Internationaux d'Australie en 1954. L'année suivante, elle y atteint aussi la finale du double mixte (aux côtés de Luis Ayala) puis, avec son compatriote et mari Lew Hoad, celle du Tournoi de Roland-Garros.
Elle a été mariée au champion Lew Hoad.

## Palmarès (partiel)

### Titres en simple dames
| No | Date       | Nom et lieu du tournoi                   | Catégorie | Surface      | Finaliste    | Score         |          |
| -- | ---------- | ---------------------------------------- | --------- | ------------ | ------------ | ------------- | -------- |
| 1  | 02-01-1954 | South Australian Championships, Adélaïde |           | Gazon (ext.) | Helen Angwin | 6-4, 4-6, 6-4 | Parcours |
| 2  | 02-01-1955 | South Australian Championships, Adélaïde |           | Gazon (ext.) | Fay Muller   | 7-5, 6-2      | Parcours |

### Finale en simple dames
| No | Date       | Nom et lieu du tournoi           | Catégorie | Surface      | Vainqueure        | Score    |          |
| -- | ---------- | -------------------------------- | --------- | ------------ | ----------------- | -------- | -------- |
| 1  | 22-01-1954 | Australian Championships, Sydney | G. Chelem | Gazon (ext.) | Thelma Coyne Long | 6-3, 6-4 | Parcours |

### Finale en double dames
| No | Date       | Nom et lieu du tournoi                  | Catégorie | Surface      | Vainqueures               | Partenaire      | Score    |          |
| -- | ---------- | --------------------------------------- | --------- | ------------ | ------------------------- | --------------- | -------- | -------- |
| 1  | 02-01-1955 | South Australian Championships Adélaïde |           | Gazon (ext.) | Loris Nichols Norma Ellis | Elizabeth Orton | 6-4, 6-4 | Parcours |

### Finales en double mixte
| No | Date       | Nom et lieu du tournoi            | Catégorie | Surface      | Vainqueures                          | Partenaire | Score         |          |
| -- | ---------- | --------------------------------- | --------- | ------------ | ------------------------------------ | ---------- | ------------- | -------- |
| 1  | 21-01-1955 | Australian Championships Adélaïde | G. Chelem | Gazon (ext.) | Thelma Coyne Long George Worthington | Lew Hoad   | 6-2, 6-1      | Parcours |
| 2  | 23-05-1955 | Internationaux de France Paris    | G. Chelem | Terre (ext.) | Darlene Hard Gordon Forbes           | Luis Ayala | 5-7, 6-1, 6-2 | Parcours |

## Parcours en Grand Chelem (partiel)
Si l’expression « Grand Chelem » désigne classiquement les quatre tournois les plus importants de l’histoire du tennis, elle n'est utilisée pour la première fois qu'en 1933, et n'acquiert la plénitude de son sens que peu à peu à partir des années 1950.

### En simple dames
| Année | Championnat d'Australie | Championnat d'Australie | Internationaux de France | Internationaux de France | Wimbledon       | Wimbledon        | US National US Open | US National US Open |
| ----- | ----------------------- | ----------------------- | ------------------------ | ------------------------ | --------------- | ---------------- | ------------------- | ------------------- |
| 1952  | 2e tour (1/8)           | Gwen Thiele             | -                        | -                        | -               | -                | -                   | -                   |
| 1953  | 2e tour (1/8)           | Dorn Fogarty            | -                        | -                        | -               | -                | -                   | -                   |
| 1954  | Finale                  | Thelma Coyne            | -                        | -                        | -               | -                | -                   | -                   |
| 1955  | 1/2 finale              | Beryl Penrose           | 2e tour (1/16)           | Pat Ward                 | 4e tour (1/8)   | Angela Buxton    | -                   | -                   |
| 1956  | -                       | -                       | 1/4 de finale            | Angela Mortimer          | 4e tour (1/8)   | Shirley Fry      | 2e tour (1/16)      | Shirley Fry         |
| 1957  | 1/4 de finale           | Beryl Penrose           | 2e tour (1/16)           | Zsuzsa Körmöczy          | 1er tour (1/64) | Dorothy Knode    | -                   | -                   |
| 1968  | -                       | -                       | -                        | -                        | 2e tour (1/32)  | Ann Haydon-Jones | -                   | -                   |

À droite du résultat, l’ultime adversaire.

### En double dames
| Année | Championnat d'Australie    | Championnat d'Australie    | Internationaux de France | Internationaux de France   | Wimbledon                  | Wimbledon                   | US National | US National |
| ----- | -------------------------- | -------------------------- | ------------------------ | -------------------------- | -------------------------- | --------------------------- | ----------- | ----------- |
| 1953  | 1/4 de finale Nell Hall    | M. Connolly Julia Sampson  | -                        | -                          | -                          | -                           | -           | -           |
| 1954  | 1/4 de finale Mary Carter  | Loris Nichols Helen Taylor | -                        | -                          | -                          | -                           | -           | -           |
| 1955  | 1/2 finale Mary Carter     | Nell Hall Gwen Thiele      | 2e tour (1/8) Fay Muller | Dora Kilian Hazel Redick   | 1/2 finale Fay Muller      | A. Mortimer Anne Shilcock   | -           | -           |
| 1956  | -                          | -                          | 1/2 finale Fay Muller    | Darlene Hard Dorothy Knode | 2e tour (1/16) Z. Körmöczy | Angela Buxton Althea Gibson | -           | -           |
| 1957  | 1/4 de finale Jill Langley | Shirley Fry Althea Gibson  | 2e tour (1/8) M. Hellyer | Ilse Buding                | 1/4 de finale Milly Vagn   | Yola Ramírez Rosie Reyes    | -           | -           |

Sous le résultat, la partenaire ; à droite, l’ultime équipe adverse.

### En double mixte
| Année | Championnat d'Australie Open d'Australie | Championnat d'Australie Open d'Australie | Internationaux de France | Internationaux de France   | Wimbledon                | Wimbledon                  | US National US Open | US National US Open |
| ----- | ---------------------------------------- | ---------------------------------------- | ------------------------ | -------------------------- | ------------------------ | -------------------------- | ------------------- | ------------------- |
| 1954  | 2e tour (1/8) J. Blacklock               | Gwen Bryant Ross Sherriff                | -                        | -                          | -                        | -                          | -                   | -                   |
| 1955  | Finale Lew Hoad                          | Thelma Coyne Worthington                 | Finale Luis Ayala        | Darlene Hard Gordon Forbes | -                        | -                          | -                   | -                   |
| 1956  | -                                        | -                                        | 2e tour (1/16) Lew Hoad  | M. Pouchain M. Morales     | -                        | -                          | -                   | -                   |
| 1966  | 1er tour (1/16) Alan Kendall             | Jill Starr Alan Lane                     | -                        | -                          | -                        | -                          | -                   | -                   |
| 1968  | -                                        | -                                        | -                        | -                          | 2e tour (1/32) Abe Segal | C. Sherriff Onny Parun     | -                   | -                   |
| 1972  | n/a                                      | n/a                                      | -                        | -                          | 2e tour (1/32) Abe Segal | Virginia Wade Neale Fraser | -                   | -                   |

Sous le résultat, le partenaire ; à droite, l’ultime équipe adverse.